# Танський Антін Михайлович
Танський Антін Михайлович (* ? — † бл. 1737) — козацький військовий діяч часів Гетьманщини.

## Біографія
Компанійський полковник (1706 — 1710), полковник білоцерківський (1710 —1712) і київський (1712 —1734), зять Семена Палія, в акціях якого брав участь, але уник його долі у 1704 р.
Одержав від Івана Мазепи маєтки на Правобережжі, в Корсунському повіті (1706).
У 1708 р. перейшов на сторону Івана Скоропадського.
У 1711–1712 рр. брав участь у насильницькому переселенні (згоні) населення Правобережної України в Лівобережну.
Учасник шведської, турецької та іранської воєн (брав участь у «Низовому поході» 1722 — 1723).
Був кандидатом гетьмана Данила Апостола на уряд генерального обозного (1727), але російський уряд його не затвердив.
1730 р. скаргою "Танського та ін." (можливо, йдеться про брата Антона — Василя Танського) на гетьмана Апостола займалася імператорська Таємна канцелярія.

## Родина
Був одружений з Марією Семенівною Гурко, донькою Семена Пилиповича Гурка, більш відомого як Семен Палій.